# El sentido de la belleza

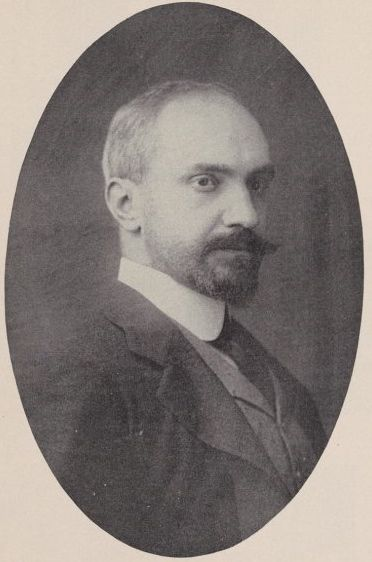
George Santayana

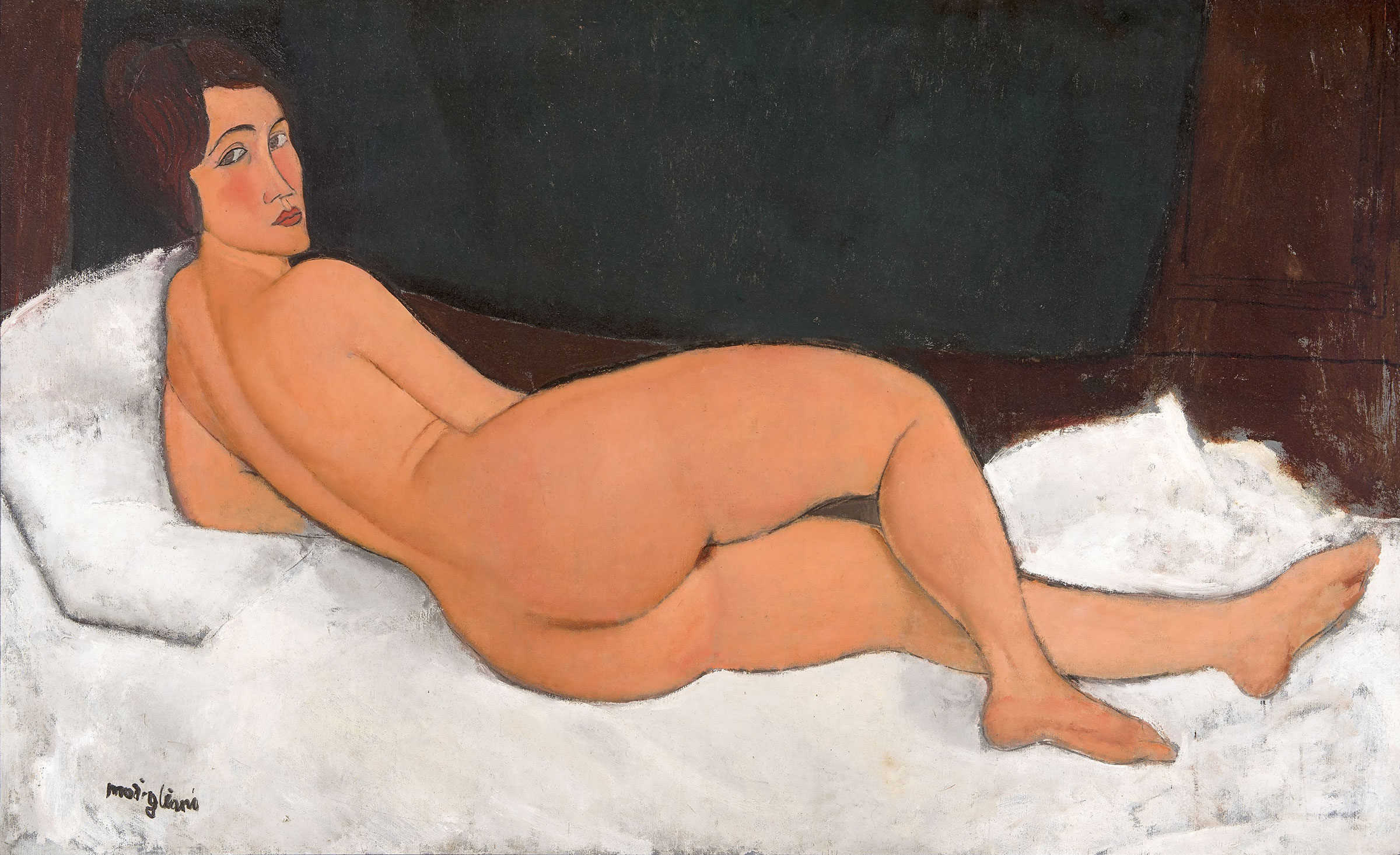
Amedeo Modigliani. Mujer desnuda acostada, 1917

El sentido de la belleza es un libro de estética de George Santayana. El libro fue publicado en 1896 por Charles Scribner's Sons, y está basado en las conferencias de estética que Santayana dio mientras estaba enseñando en la Universidad de Harvard.

## Planteamiento
Santayana publicó el libro por necesidad, para asegurar su permanencia como profesor, más que por inspiración. En una anécdota vuelta a contar por crítico de arte Arthur Danto de una reunión con Santayana en 1950, Santayana dijo que «me dijeron a través de las mujeres que sería mejor que publicara un libro... sobre arte, naturalmente. Así que  escribí esta miserable  obra hecha para ganar dinero».
El libro se divide en cuatro partes: «La naturaleza de la belleza», «Los materiales de la belleza», «Forma» y «Expresión». La belleza, tal como la define Santayana, es un «placer objetivado».  No se origina en la inspiración divina, como fue descrito comúnmente por los filósofos, sino en una psicología naturalista. Santayana se opone al papel de Dios en la estética en el sentido metafísico, pero acepta el uso de Dios como metáfora. Su argumento de que la belleza es una experiencia humana, basada en los sentidos, es influyente en el campo de la estética. Sin embargo, Santayana rechazaría este enfoque, al que denominó «psicologismo faldero», más adelante en su vida.
Según Santayana, la belleza está enlazada al placer, y es fundamental a la experiencia y el propósito humanos. La belleza no se origina de experiencias placenteras, por sí misma, o de los objetos que producen placer. Es cuando la experiencia y emoción del placer interactúan con las cualidades del objeto que la belleza surge. La belleza es una «manifestación  de perfección», y tan como Santayana escribe, «el sentido de belleza tiene un lugar más importante en la vida que el que la teoría estética nunca ha tenido en la filosofía».

## Contenido
El sentido de la belleza se subdivide en un prefacio, una introducción (Los métodos de la estética), cuatro partes principales y una conclusión. Cada parte contiene varios párrafos que están numerados consecutivamente a lo largo del trabajo. La conclusión está numerada como el último párrafo § 67.

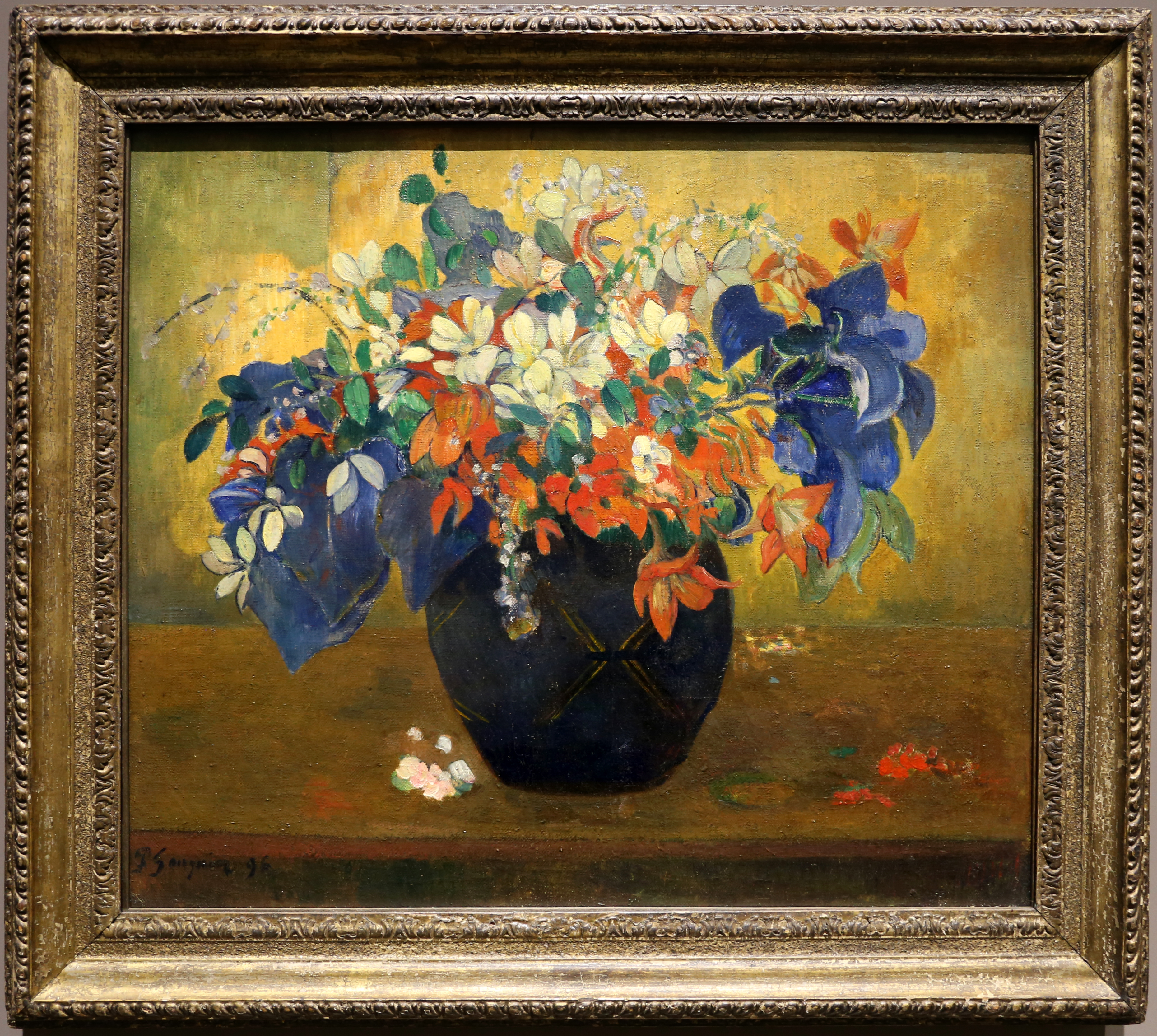
Paul Gauguin. Jarrón de flores 1896

### Parte I. La naturaleza de la belleza
La primera parte de El Sentido de la Belleza está dedicada al desarrollo de una definición de belleza.
Santayana rechaza la noción anterior de belleza como «el símbolo de la perfección divina» y, en cambio, basa su teoría de la belleza en una redefinición de la estética relacionada con «la percepción de los valores» (§1). Aclara que la experiencia de la belleza no puede surgir de juicios de hecho, sino solo de juicios de valor (§2). Los juicios de valor pueden ser morales o estéticos; Sin embargo, los juicios morales son principalmente negativos y están orientados hacia los beneficios, mientras que los juicios estéticos son principalmente positivos e inmediatos (§3, §5, §7). Los placeres estéticos en contraste con los placeres físicos no llaman la atención sobre el órgano a través del cual se experimentan, sino hacia el objeto externo que causa el placer (§7). Santayana rechaza la noción de desinterés como una característica definitoria, porque ve un sentido de desinterés en el placer, porque el «placer no se busca con motivos ocultos [...] sino [con] la imagen de un objeto o evento cargado de emoción». (§8) Santayana deriva su definición principal de belleza de lo que él llama «fenómeno psicológico, es decir, la transformación de un elemento de sensación en la cualidad de una cosa», y con la exposición repetida, solo queda un pequeño subconjunto de sensaciones para ser considerado como «calidad» del objeto (§10). La belleza se define finalmente como «el placer como la cualidad de una cosa» (§11), que constituye una excepción en el sentido de que es una emoción y no una sensación que se convierte en la cualidad de un objeto (§10). Además, se aclara que la belleza es «intrínseca» porque se origina a partir de la percepción del objeto, no es una consecuencia o utilidad de ese objeto (§11).

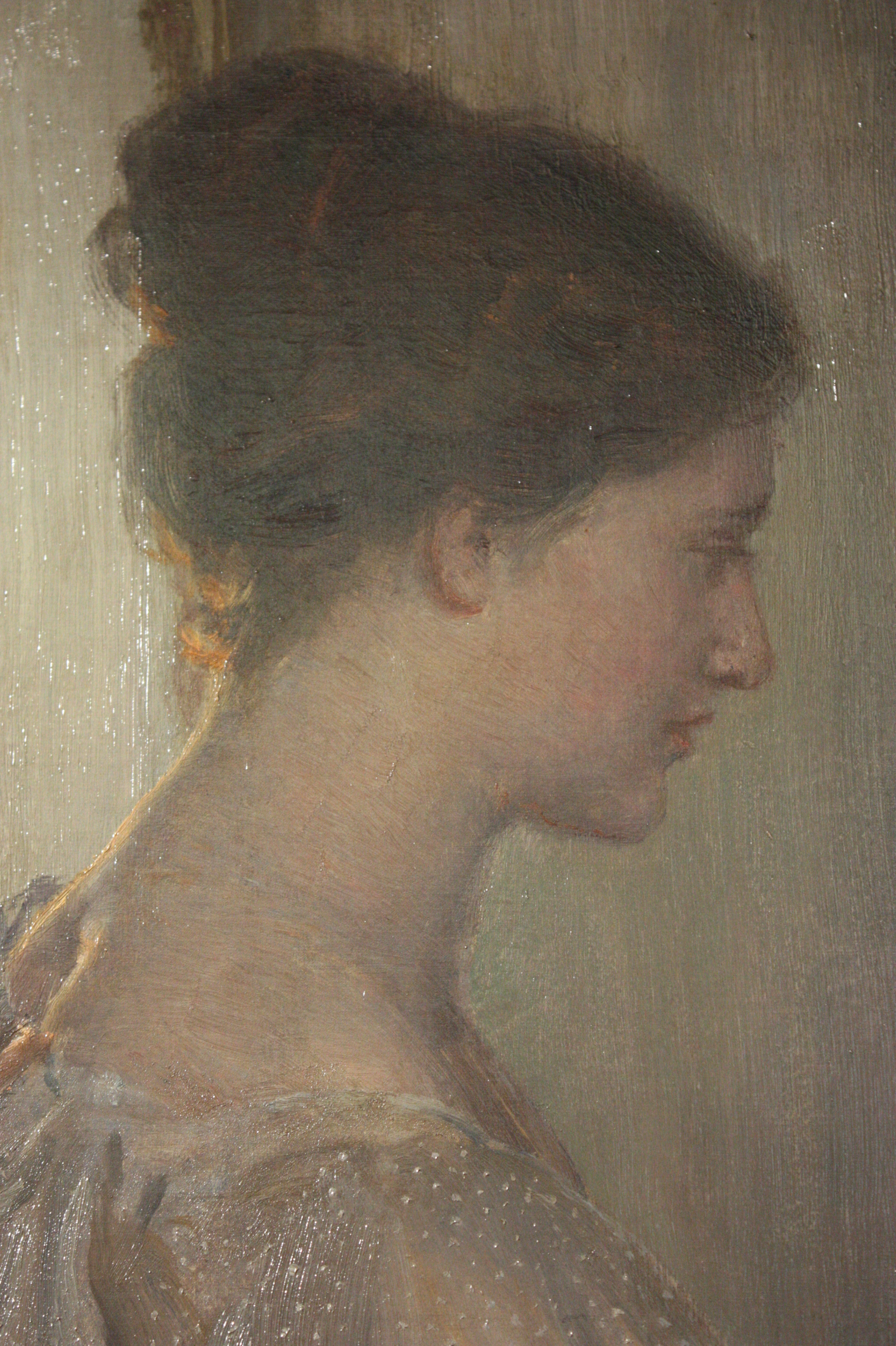
Una Sonata de Beethoven (detalle), de A. E. Emslie, 1912

### Parte II. Los materiales de la belleza.
La segunda parte de El sentido de la belleza tiene que ver con la identificación de las modalidades, los llamados materiales sensibles de las cosas, que pueden (ó no) asociarse con la experiencia de la belleza.
Primero, Santayana afirma que los placeres derivados de todas las funciones humanas pueden objetivarse y, por lo tanto, también el material de la belleza, aunque esto se hace más fácilmente en los casos de la visión, audición, memoria e imaginación (§12, §18). Describe la vista como «percepción por excelencia» y forma, como suele ser la experiencia visual, como «casi un sinónimo de belleza» (§17). La forma, sin embargo, que necesita una imaginación constructiva, está precedida por los efectos del color en la visión (§17). El ejemplo del sonido sirve como ejemplo para el delicado equilibrio entre la simplicidad («pureza» en los términos de Santayana) y la variedad que conduce a la experiencia de la belleza: la discriminación de los tonos del caos del sonido es placentera, pero el tono puro de una afinación -fork es aburrido (§15). Santayana afirma que es menos probable que el tacto, el gusto y el olfato conduzcan al placer «objetivado», porque «permanecen normalmente en el fondo de la conciencia» (§15).
Santayana distingue aún más las funciones vitales (corporales) de las sociales (§12) con el instinto sexual como una forma intermedia entre ellas (§13). Se reconoce que este último tiene una profunda influencia en la vida emocional de los humanos, generando una pasión que se desborda a otros temas si no se dirige a otro humano (§13). Sin embargo, debido a su naturaleza abstracta, Santayana considera que los objetos sociales, como el éxito o el dinero, son menos propensos a atraer el placer estético, porque son demasiado abstractos para ser directamente imaginables (§14).
Santayana señala que el material sensual a) es necesario para encontrar o crear belleza (¿de qué otra manera se podría percibir el poema, el edificio, etc. en cuestión?), Yb) puede agregarse a la experiencia de la belleza, ya que el material sensual en sí mismo puede provocar placer. (§18).

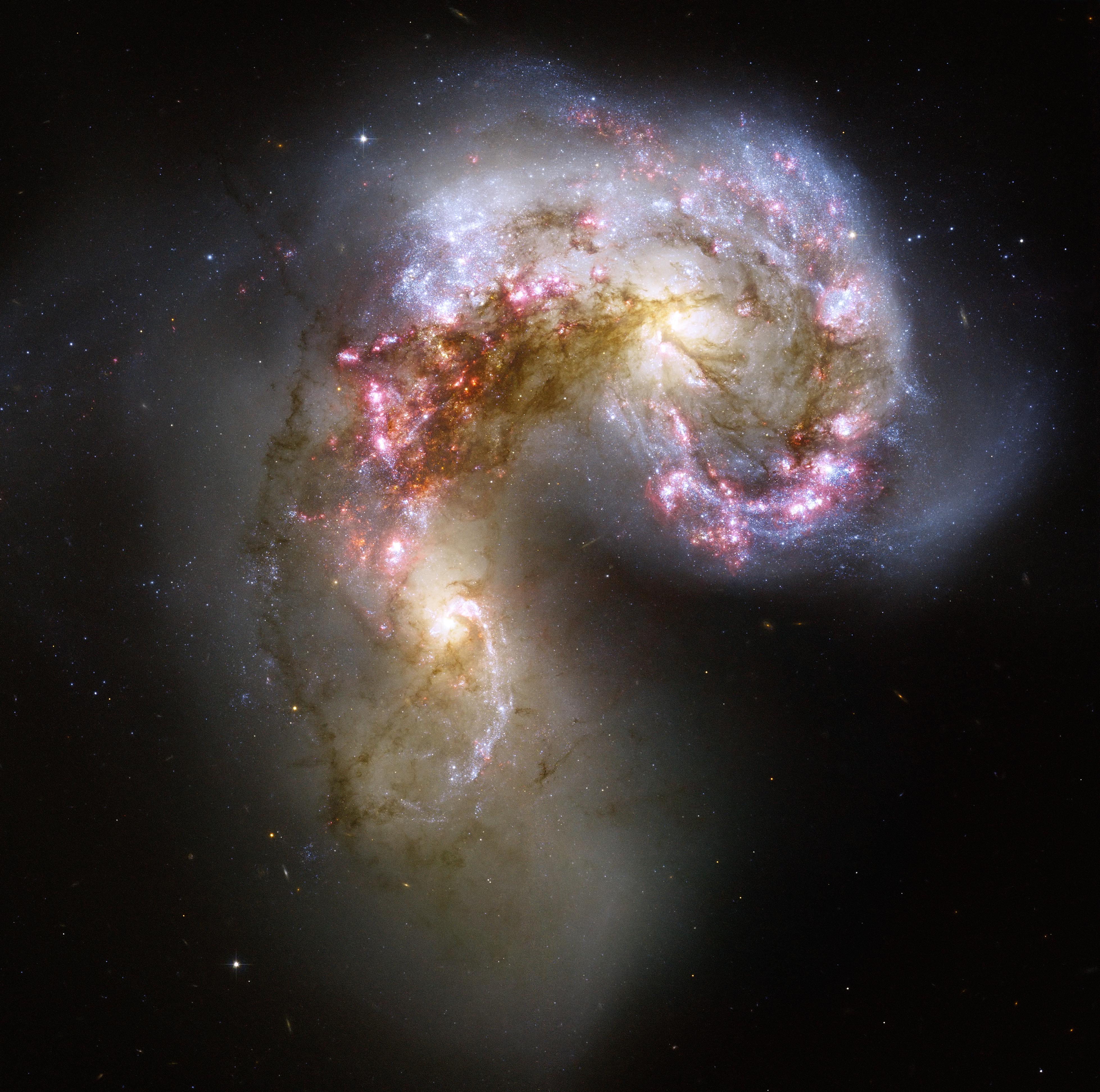
Visión del cielo nocturno a través de un telescopio

### Parte III. Forma
En la tercera parte de su libro, Santayana pasa a describir qué experiencias pueden llevar a la experiencia de la belleza y por qué o en qué circunstancias. La forma se puede tomar literalmente aquí al principio, pero se convierte en sinónimo de representaciones mentales a medida que avanza la sección.

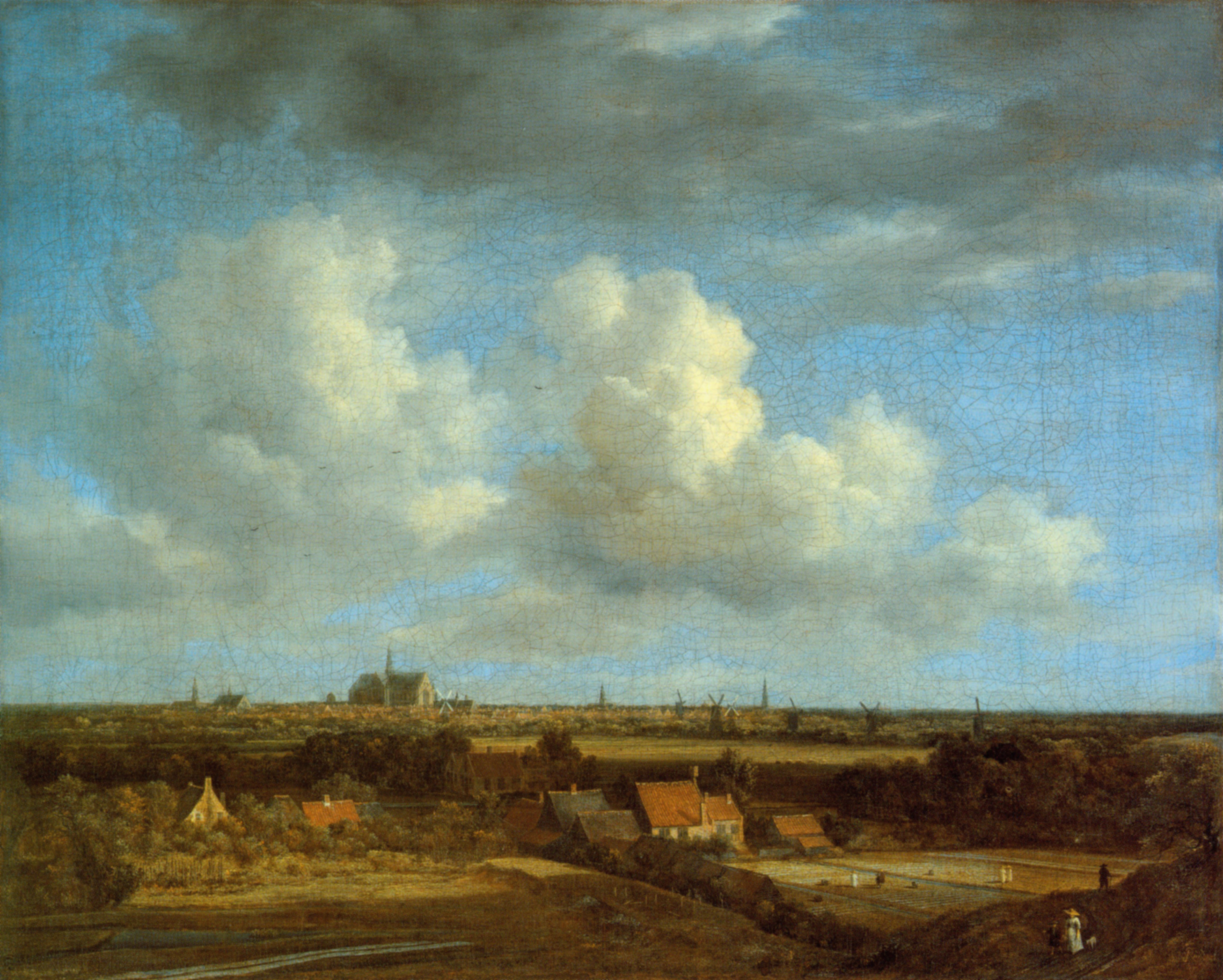
Isaacsz Van Ruisdael Vista de Haarlem

Comienza enfatizando que es solo en su combinación que los elementos sensibles son capaces de complacer (§19) y relaciona directamente este placer con ser consciente de los procesos fisiológicos que los subyacen (§21). Identifica la simetría (§22) y un equilibrio entre uniformidad y multiplicidad (§23-24) como lo que provoca una experiencia perceptiva agradable; como ejemplo usa la belleza que se encuentra en las estrellas (§25). Santayana señala que los recuerdos y otras predisposiciones («hábitos mentales») contribuyen a la percepción de un objeto y, por lo tanto, de su valor (§28), que en última instancia puede ser belleza. Aquí, se hace otra distinción entre «valor de una forma» y «valor del tipo como tal»; en el último sentido, un objeto también tiene un valor en qué tan bien es un ejemplo de su clase (§28).
Aquí Santayana también introduce el concepto de objetos «indeterminados» que son de alguna manera vagos o incoherentes y, por lo tanto, requieren y permiten al observador interpretarlos (§32), como los paisajes (§33). Debido a la necesaria contribución del observador a la percepción de objetos indeterminados, Santayana también afirma que la belleza de estos objetos depende del observador (§35).
Teniendo en cuenta todos los aspectos que contribuyen a la experiencia potencial de la belleza, puede que no sorprenda a Santayana en términos generales: «Todo es hermoso porque todo es capaz en cierto grado de interesante y encantadora nuestra atención; pero las cosas difieren enormemente en esta capacidad para complacernos en la contemplación de ellas, y por lo tanto, difieren inmensamente en belleza.» (§31)
En contraste con Platón y Sócrates, Santayana no ve necesariamente una relación entre belleza y utilidad (§38-40). Después de esta última consideración más general sobre las formas de la belleza, se dirige al análisis de la belleza en el lenguaje y la literatura (§42-47).
A pesar de las digresiones de su tema principal, Santayana en este capítulo revela una serie de pensamientos e ideas que reflejan partes de teorías científicas posteriores:
- En su razonamiento sobre cómo las personas realmente llegan a tener una representación mental de una «clase» (§29), las explicaciones de Santayana tienen mucho en común con la teoría del prototipo psicológico desarrollada más adelante.
- Su explicación de un sesgo hacia enfatizar y literalmente ampliar los ideales estéticos en la dirección de los intereses estéticos es paralela al Principio de Cambio Máximo, como también se menciona en las Leyes de la Experiencia Artística de Ramachandran y Hirnstein.

### Parte IV. Expresión

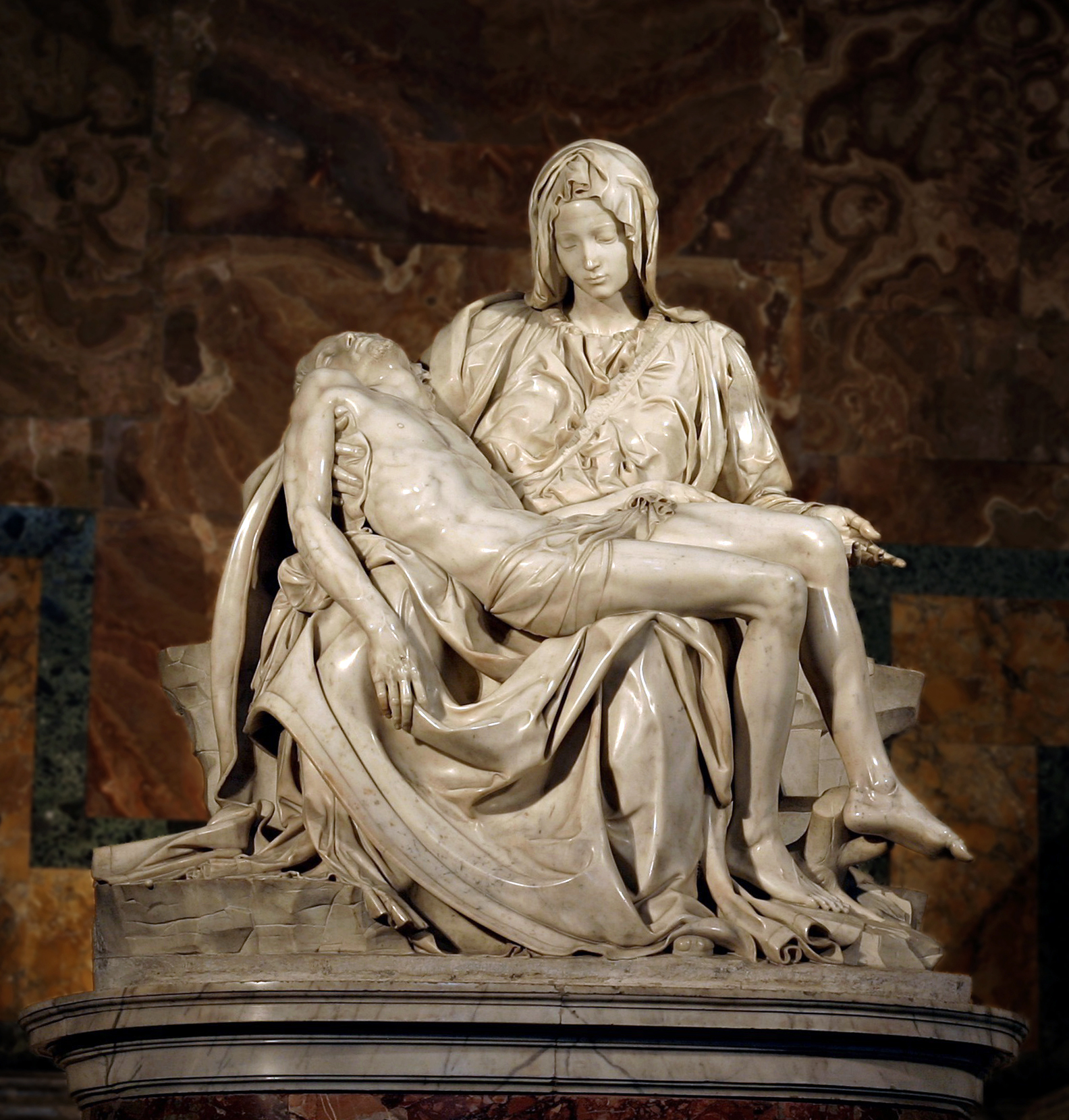
Pietà de Michelangelo - Vaticano

Santayana dedica la última parte de su libro a lo que él llama expresión: un término que describe las cualidades que un objeto adquiere indirectamente por medio de asociaciones, por ejemplo con otros conceptos y memorias (§48). Se dice que los placeres que son provocados por tal asociación producen placer tan inmediatamente como la percepción del objeto en sí (§49). Sin embargo, una expresión, que es simplemente un pensamiento o significado, no puede producir belleza en sí misma; necesita un objeto que le dé una representación sensual (§50). El valor estético puede tener dos fuentes: 1) en el proceso de percibir un objeto en sí, llamado belleza sensual y formal, y 2) el valor derivado de la formación de otras ideas, llamado belleza de expresión (§59).
Una pregunta que surge de la posibilidad de que las expresiones puedan tomar cualquier valor es: ¿Qué sucede si la expresión de un objeto es negativa? La respuesta de Santayana es que el objeto en sí puede ser hermoso (§50) y, por lo tanto, incluso si se retrata el mal, por ejemplo en una obra de teatro o una novela, podemos experimentar la belleza a pesar de la sugerencia del mal (§56).
La expresión de —o la asociación con— el valor monetario es una dirección que Santayana aborda muy directamente. Para él, el precio de un objeto en sí no puede aumentar su valor estético; solo si el observador reinterpreta el precio como el trabajo humano y el oficio invertido en ese objeto puede agregar al valor del objeto (§53). Se dice que la utilidad de un objeto en términos más generales es capaz de enriquecer o disminuir la belleza de un objeto; si se ajusta bien a su propósito, esto puede aumentar la belleza del objeto, pero la falta de conocimiento sobre el propósito dado también puede estropear la experiencia de la belleza (§54).
Además, esta última parte del libro también da una definición de lo sublime como «lo embriagadoramente bello» (§60). Mientras que durante la experiencia de la belleza, se dice que uno disfruta de la contemplación, se hunde en el objeto, la perfección pura de lo sublime disuelve el objeto por completo. Uno se pierde en «una especie de éxtasis» (§60).

### § 67. Conclusión
Santayana concluye su libro con la idea de que la belleza no se puede describir con palabras. No obstante, él da una última descripción del sentido de la belleza como la realización de «la armonía entre nuestra naturaleza y nuestra experiencia». Bajo la premisa de que la perfección es «la máxima justificación de ser». Santayana termina con la afirmación: «La belleza es una promesa de la posible conformidad entre el alma y la naturaleza y, en consecuencia, un fundamento de fe en la supremacía del bien».

## Recepción
El filósofo alemán de principios del siglo XX, Ernst Cassirer, criticó la caracterización del arte por parte de Santayana como «la respuesta a la demanda de entretenimiento» en contraste con la ciencia que busca brindar información veraz. Cassirer calificó la posición de Santayana del «hedonismo estético» y rechazó su idea (tal como él la entendió) de que el arte es meramente entretenimiento. «Pensar —escribió Cassirer— que los grandes artistas trabajaron para este propósito, que Miguel Ángel construyó la iglesia de San Pedro, que Dante o Milton escribieron sus poemas, que Bach compuso su Misa en si menor para entretenerse, es un absurdo».